# Kościół Matki Bożej Królowej Polski w Piasku
Kościół Matki Bożej Królowej Polski w Piasku – zabytkowy, katolicki kościół filialny, znajdujący się we wsi Piasek (powiat gryfiński).

## Historia
Kościół istniał we wsi już w okresie średniowiecza. W 1590 pożar strawił ówczesną świątynię, która miała wieżę z drewna. Obecny kościół wzniesiono w 1865.

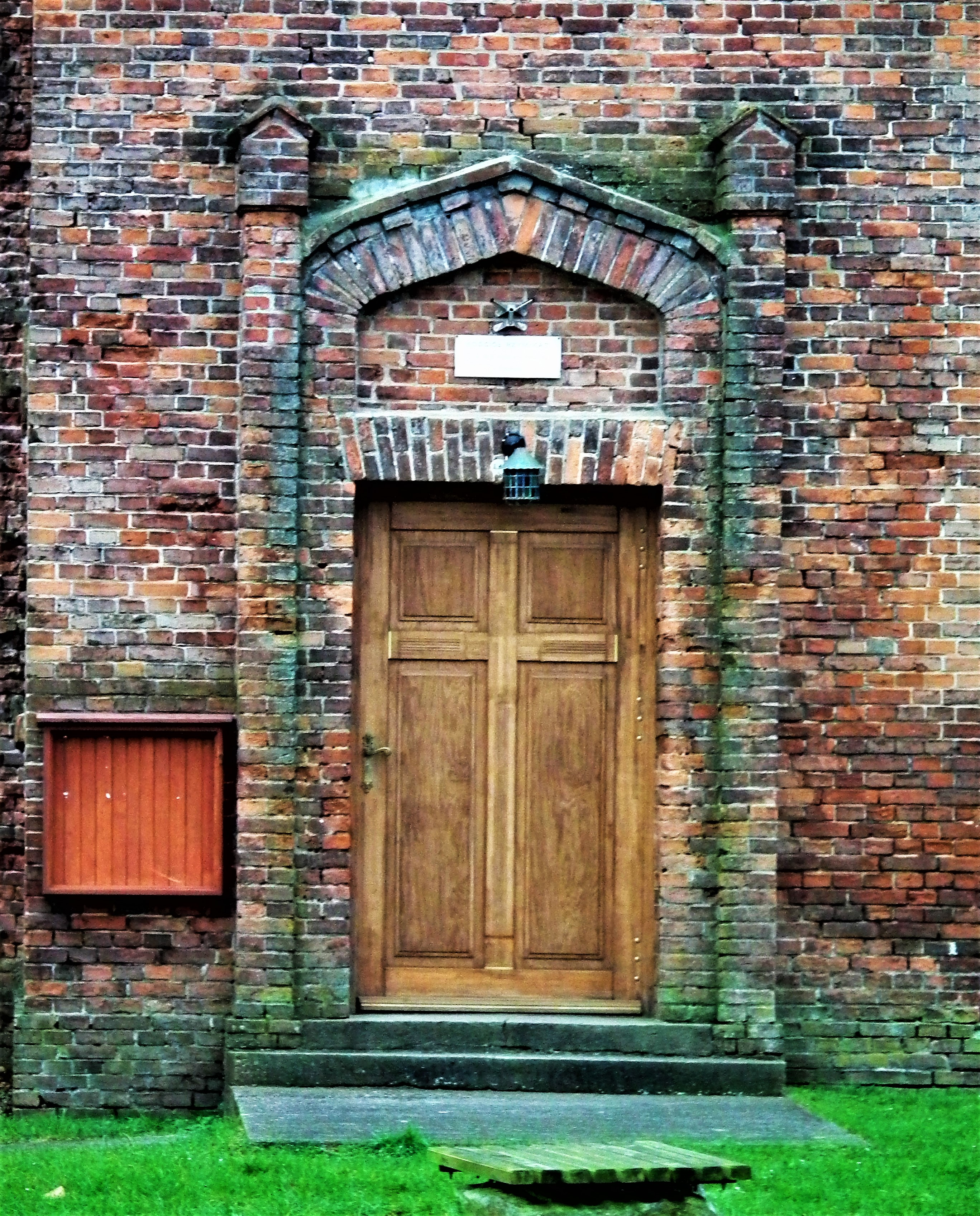
Wejście do świątyni

## Architektura
Świątynia reprezentuje styl neogotycki. Zbudowano ją z cegły ceramicznej. Jest kościołem salowym z wieżą na osi od strony zachodniej, która u dołu jest prostopadłościenna, a w części górnej ma formę graniastosłupa o podstawie ośmioboku. Pokrywa ją ostrosłupowy hełm. Korpus nawowy opinają lizeny, które pod okapem dachu przechodzą w sterczyny. 

## Otoczenie
Przy kościele funkcjonował dawniej cmentarz (0,3 ha) o proweniencji średniowiecznej (nagrobki usunięto po 1945). Teren cmentarza wyznaczają drzewa liściaste, głównie lipy i jesiony, posadzone na przełomie wieków XIX i XX. Zadrzewienie to jest zachowane w 40% w stosunku do stanu pierwotnego  (rosną tu m.in. cztery lipy o średnicy pni około 55 cm, jeden kasztanowiec o średnicy pnia około 55 cm, siedem jesionów o średnicy pni około 50 cm i jeden żywotnik o średnicy pnia około 25 cm). Parcela kościelna jest ogrodzona płotem metalowym i w części drewnianym (sztachety).